# دریاچه دوآمیخته

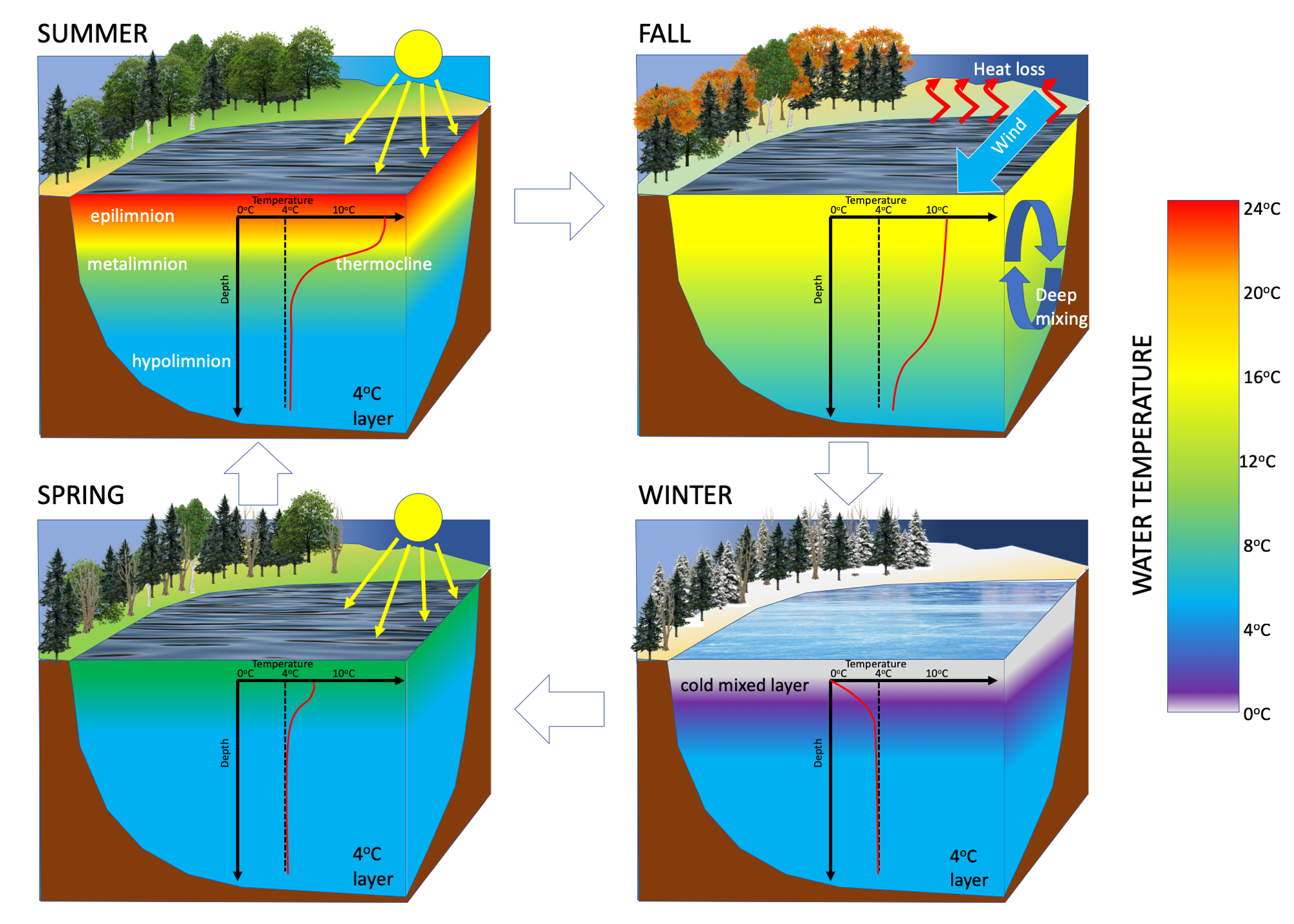
یک چرخه فصلی طبقه‌بندی حرارتی با دو دوره آمیختگی در بهار و پاییز وجود دارد. به چنین دریاچه‌هایی «دوآمیخته» می‌گویند. در تابستان یک لایه‌بندی حرارتی قوی وجود دارد، در حالی که در زمستان یک لایه‌بندی وارونه ضعیف‌تر وجود دارد. (شکل اصلاح شده از)

دریاچه دوآمیخته، دریاچه دوچرخشی یا دریاچه دایمیکتیک (به انگلیسی: dimictic lake)، پیکره‌ای از آب شیرین است که اختلاف دمای آن بین لایه‌های سطحی و پایینی آن دو بار در سال ناچیز می‌شود و به همهٔ لایه‌های آب دریاچه اجازه می‌دهد تا به صورت عمودی گردش کنند. همه دریاچه‌های دوآمیخته نیز سراسرآمیخته در نظر گرفته می‌شوند، دسته‌ای که شامل همه دریاچه‌هایی می‌شود که یک یا چند بار در سال لایه‌های حرارتی درهم آمیخته می‌شوند. در طول زمستان، دریاچه‌های دوآمیخته توسط لایه‌ای از یخ پوشیده می‌شوند و یک لایه سرد در سطح، یک لایه کمی گرم‌تر در زیر یخ، و یک لایه پایین یخ‌ناخیز هنوز گرم‌تر ایجاد می‌کنند، در حالی که در طول تابستان، همان تفاوت‌های چگالی ناشی از دما، آب‌های سطحی گرم (epilimnion) را از آب‌های سردتر پایین (هیپولیمنیون) جدا می‌کند. در بهار و پاییز، این تفاوت‌های دما برای مدت کوتاهی از بین می‌روند و پیکرهٔ آبی واژگون شده و از بالا به پایین در گردش است. چنین دریاچه‌هایی در مناطق با عرض جغرافیایی متوسط با آب و هوای معتدل رایج هستند.